# 高見島村
高見島村（たかみしまむら）は、香川県仲多度郡にあった村。

## 歴史
- 1890年2月15日 - 町村制施行に伴い、那珂郡高見嶋が高見嶋村として発足。
- 1899年4月1日 - 那珂郡が多度郡と合併し、仲多度郡となる。
- 1956年9月30日 - 多度津町に編入合併される。